# Marin Čilić
Marin Čilić (Međugorje, Bósnia e Herzegovina, 28 de Setembro de 1988) é um tenista croata que se tornou profissional em 2005. Ele já disputou 30 finais de torneios ATP e conquistou 17 títulos em simples, incluindo um Grand Slam e um Masters 1000.
Foi em 2010, que entrou pela primeira vez no top 10 mundial do tênis, já que no dia 1 de fevereiro daquele ano chegou a ser número 10 do ranking. Mas sua melhor colocação veio em 16 de outubro de 2017 quando foi 4º colocado do ranking mundial da ATP.
Marin Cilic é um dos grandes ídolos do esporte croata, e essa fama surgiu após o mês de setembro de 2014, quando o tenista conquistou o Grand Slam do US Open de 2014 - onde bateu na grande final o japonês Kei Nishikori por 3 sets a 0 (triplo 6-3) - conquistou seu primeiro troféu de Grand Slam. No caminho para o título, Cilic, então com 25 anos, além de vencer Nishikori na decisão, derrotou com sobras a lenda suíça Roger Federer, nas semifinais, vencendo por três sets a zero. Também bateu Tomáš Berdych, Gilles Simon, Kevin Anderson, Illya Marchenko e Marcos Baghdatis. Ele perdeu apenas três sets em toda a campanha. E com essa conquista se tornou no segundo croata a ganhar um Slam na Era Aberta do tênis (considerado a partir de 1968), igualando seu compatriota e então técnico Goran Ivanišević, que levou o Grand Slam de Wimbledon em 2001. Antes de vencer o Grand Slam do US Open, o seu melhor resultado em torneios do Grand Slam havia sido no Grand Slam do Torneio de Roland Garros de 2005, quando ficou com o título entre os juvenis.
Em Julho de 2017, Cilic venceu Philipp Kohlschreiber, Florian Mayer, Steve Johnson, Roberto Bautista-Agut, Gilles Müller e Sam Querrey para ser finalista do Grand Slam de Wimbledon. Assim, se tornou apenas no segundo croata a conseguir disputar a final desse tradicional torneio, repetindo o feito de Goran Ivanišević, que por 4 vezes alcançou essa mesma fase nesse Slam. Mas na decisão, o suíço Roger Federer não lhe deu qualquer chance, o vencendo por 3 sets a 0 (parciais de 6/3, 6/1 e 6/4), e tornando-se o maior campeão da história do torneio, com oito títulos.
Durante sua carreira, Čilić também chegou longe em outro torneio do Grand Slam. Pois em janeiro de 2010, venceu Fabrice Santoro, Bernard Tomic, Stan Wawrinka, Juan Martín del Potro e Andy Roddick antes de perder na semifinal do Open da Austrália para o britânico Andy Murray, de virada, por 3 sets a 1, com parciais de 3/6, 6/4, 6/4 e 6/2. E com essa campanha, mesmo caindo antes da decisão, tornou-se no primeiro croata da história a chegar tão longe no Slam australiano.
Em agosto de 2016, Cilic conquistou o Masters 1000 de Cincinnati, nos Estados Unidos. No caminho para o título, venceu na estreia o sérvio Viktor Troicki. Na sequência passou pelo veterano Fernando Verdasco e pelo cabeça de chave número seis, o tcheco Tomáš Berdych em três sets. Nas quartas de final, bateu o jovem croata Borna Coric e nas semis, ganhou do búlgaro Grigor Dimitrov por dois sets a um, com parciais de 4/6 6/3 e 7/5. Já na final, encerrou uma série de 22 vitórias seguidas do britânico Andy Murray, este então número 2 do ranking mundial, com vitória por 2 sets a 0, com parciais de 6/4 e 7/5, em uma hora e 34 minutos de duelo. Com essa conquista, ele quebrou uma sequência de 18 torneios seguidos desse nível vencidos pelo Big Four do tênis (grupo de tenistas considerados os melhores da geração e formado por Roger Federer, Rafael Nadal, Novak Djokovic e Andy Murray).
No início de novembro de 2016, o sérvio Novak Djokovic, então número 1 do mundo, se despediu de forma precoce do Masters 1000 de Paris ao ser derrotado pelo croata Marin Cilic pela primeira vez na carreira. Com a vitória por 2 sets a 0, com parciais de 6/4 e 7/6 (7-2), Cilic avançou às semifinais do torneio e fez com que Djokovic se despedisse da liderança do ranking na lista da ATP, pois na semana seguinte o sérvio perdeu tal posto para o britânico Andy Murray.
No final da temporada de 2016, ele fez parte da equipe da Croácia que foi vice-campeã da Copa Davis depois de perder a decisão por 3 a 2 para a Argentina, que era liderada em quadra por Juan Martín del Potro.

## Vida pessoal
Čilić nasceu de pais croatas da Bósnia e cresceu em Međugorje, uma cidade na Bósnia e Herzegovina.
Ele foi criado como um católico romano.
Seu pai Zdenko determinou que seus filhos — Marin, Vinko e Goran — teria as oportunidades que lhe faltava em praticar esportes. Quando a primeira quadra de tênis na cidade foi construída em 1991, Marin Čilić e seus amigos estavam entre os primeiros a jogar tênis ali.
Após recomendação de Goran Ivanišević, Čilić mudou-se em 2004 para San Remo na Itália com a idade de 15 anos para trabalhar com o ex-treinador do Ivanišević, o Bob Brett.

## Carreira no tênis

### 2004
Čilić começou no circuito ITF Júnior em 2004.
No início ele jogava em quadras de saibro, vencendo o La Vie Junior Cup Villach em simples e o holandês Junior Open em duplas.
Ele, então, foi qualificado para o Grand Slam do US Open de 2004, onde perdeu na segunda rodada para o norte-americano Sam Querrey.
Em 2004, Čilić jogou um evento em torneio Futuro, no qual ele chegou à segunda rodada.
Ele terminou o ano no 1463° no ranking da ATP.

### 2005
Em 2005 ele jogou sete torneios Futuros, vencendo um.
Ele terminou o ano de 2005 n º 587 do ranking.
Ainda em 2005, ele ganhou o título juvenil do Grand Slam do Torneio de Roland Garros.
Ele terminou 2005 classificado como número dois do Circuito Júnior, atrás apenas do norte-americano Donald Young.
No circuito júnior, venceu seis torneios em simples e quatro em duplas com seu parceiro canadense, Greg Kates.

### 2006
Em 2006, ele jogou três torneios nível Futuros, vencendo dois.
Ele também jogou em nove Challengers e nove eventos ATP Internacional Series (atingindo as semifinais em Gstaad).
Fez parte da equipe croata na Copa Davis, jogando contra a Áustria e Argentina.
No final do ano, ele foi classificado no nº 170 do ranking.

### 2007
Em 2007, ele ganhou os primeiros torneios profissionais de sua carreira: o Challenger de Casablanca (em abril) e o Challenger de Rijeka (em maio).
Em junho, no torneio de clube da rainha em Londres, ele venceu Tim Henman na primeira rodada e alcançou as quartas de final, onde ele caiu para Andy Roddick.
Após essa performance, chegou a ser o nº 101 no ranking da ATP, em 18 de junho de 2007.
Ainda nesse ano jogou os playoffs do grupo mundial pela primeira rodada da Copa Davis.

### 2008:  primeiro título de simples da ATP
Em 2008, Čilić alcançou as semifinais em simples e em duplas do ATP 250 de Chennai na Índia. Em simples, ele foi derrotado pelo russo Mikhail Youzhny.
Čilić fez boa campanha no Grand Slam do Open da Austrália de 2008, durante a campanha eliminou o vice-campeão do Open da Austrália de 2007, o chileno Fernando González, mas foi eliminado na quarta rodada pelo norte-americano James Blake. Com o resultado da quarta rodada no Open da Austrália ele chegou ao nº 39 no ranking da ATP.
Marin Čilić também chegou à quarta rodada do Grand Slam de Wimbledon.
No Masters 1000 do Canadá, ele derrotou o norte-americano Andy Roddick durante o torneio e atingiu a fase de quartas de final mas perdeu em três sets para o francês Gilles Simon, sendo esse o seu melhor desempenho em um torneio Masters Séries até aquele data.
Em 2008 Čilić ganhou seu primeiro título de nível ATP, o ATP 250 de New Heaven nos EUA. Ele derrotou durante a competição norte-americana de New Haven a Viktor Troicki, Jürgen Melzer, Igor Andreev e a Mardy Fish na final por 6–4, 4–6, 6–2.
Já pela primeira rodada do Grand Slam do US Open, ele derrotou o francês Julien Benneteau em cinco sets, em uma partida que durou mais de quatro horas. Durante a competição Čilić ainda chegou à terceira rodada do Grand Slam do US Open, mas perdeu para o sérvio Novak Đoković, em uma partida que durou quase quatro horas.

### 2009: segundo e terceiro título de simples da ATP
Čilić iniciou a temporada de 2009 com o título do ATP 250 de Chennai, na Índia, derrotando na final o indiano Somdev Devvarman por 6–4, 7–6(3).
Jogando o Grand Slam do Open da Austrália ele alcançou a quarta rodada, depois de vencer o espanhol David Ferrer, igualando assim a campanha de 2008, mas na quarta rodada ele foi derrotado pelo argentino Juan Martin Del Potro em quatro sets.
Em fevereiro ganhou o terceiro título da carreira, e foi no ATP 250 de Zagreb na Croácia. Jogando dentro de casa ele derrotou o compatriota Mario Ančić na final pelas parciais de 6–3 e 6–4.
Depois ele chegou à segunda rodada do campeonato de clube da rainha, um evento da série ATP World Tour 250, onde foi derrotado pelo francês Nicolas Mahut.
Pelo Grand Slam de Wimbledon ele venceu o espanhol Alberto Martín na primeira rodada e o norte-americano Sam Querrey na segunda rodada, mas foi eliminado na terceira rodada pelo alemão Tommy Haas por 3 sets a 2, com parciais de 7/5, 7/5, 1/6, 6/7 (3/7) e 10/8, após 4 horas e 28 minutos de confronto.
Durante a temporada de quadra dura, Čilić foi derrotado em eventos consecutivos na primeira rodada, no ATP 500 de Washington, nos EUA ele foi derrotado em dois sets pelo indiano Somdev Devvarman, já no Masters 1000 do Canadá, perdeu para Mikhail Youzhny.
No Grand Slam do US Open fez uma boa campanha, onde derrotou durante o torneio Ryan Sweeting, Jesse Levine, Denis Istomin e ganhou destaque internacional após derrotar Andy Murray, então nº 2 do mundo, nas oitavas de final, mas perdeu nas quartas de final para o futuro campeão, o argentino Juan Martin Del Potro.
No ATP 500 de Pequim na China, ele venceu sua partida de estreia contra o russo Igor Andreev, seguido por uma vitória sobre o francês Julien Benneteau. Nas quartas de final, ele derrotou Nikolay Davydenko e na semifinal eliminou Rafael Nadal. Na final foi derrotado pelo sérvio Novak Đoković em dois sets pelas parciais de 2–6, 6–7(4).
Em seguida, ele alcançou a final do ATP 250 de Viena na Áustria, no entanto, ele perdeu o título para o austríaco Jürgen Melzer pelas parciais de 4–6 e 3–6.
Depois, ele recebeu um wild card para o ATP 500 da Basiléia, na Suíça, onde ele chegou nas quartas de final, perdendo para o tcheco Radek Stepanek.
Já pelo Masters 1000 de Paris passou pelo polonês Lukasz Kubot e depois pelo espanhol Fernando Verdasco, mas perdeu nas quartas de final para o francês Gaël Monfils.
Em 2009 alcançou a 13° posição do ranking mundial masculino.

### 2010: Primeira semifinal de Grand Slam e top-10 do ranking mundial
Čilić iniciou a temporada de 2010 sendo bicampeão do ATP 250 de Chennai, na Índia, derrotando na final o suíço Stanislas Wawrinka por 7–6(2), 7–6(3).
Ainda no início da temporada, ele chegou as semifinais do Grand Slam do Open da Austrália de 2010, onde derrotou durante o torneio a Fabrice Santoro, Bernard Tomic, Stanislas Wawrinka, Juan Martin Del Potro e Andy Roddick, mas na semifinal ele foi derrotado pelo escocês Andy Murray. Com isso, ele se tornou o primeiro Croata a chegar às semifinais do Open da Austrália.
Em seguida, Čilić foi bicampeão do ATP 250 de Zagreb na Croácia, derrotando o alemão Michael Berrer na final por 6–4, 6–7(5) e 6–3. Čilić com o resultado entrou pela primeira vez no top 10 do ranking mundial, já que no dia 22 de fevereiro de 2010 chegou a ser o nº 9 no ranking da ATP.
Pelo Masters 1000 de Indian Wells ele perdeu na segunda rodada para o espanhol Guillermo García-López.
No Grand Slam do Torneio de Roland Garros, ele perdeu para o sueco Robin Söderling na quarta rodada. Já no Grand Slam de Wimbledon Čilić foi derrotado na primeira rodada pelo alemão Florian Mayer.
Pelo ATP 500 de Washington ele chegou à semifinal, nos EUA, sendo derrotado pelo futuro campeão David Nalbandian.
No Grand Slam do US Open, Čilić perdeu para o japonês Kei Nishikori na segunda rodada.

### 2011: sexto título de simples da ATP
Čilić começou a temporada 2011 jogando o ATP 250 de Chennai, na Índia. O croata, que defendia o título do ano anterior, não resistiu ao japonês Kei Nishikori na primeira rodada, e sucumbiu de virada, com parciais de 4/6, 7/6(0) e 6/2, em 2h33 de partida.
No Grand Slam do Open da Austrália de 2011 ele progrediu para a quarta rodada, derrotando Donald Young, Santiago Giraldo e John Isner, mas na quarta rodada perdeu para o espanhol Rafael Nadal.
Em seguida, no ATP 250 de Zagreb na Croácia, ele defendia o título do ano anterior, mas caiu para o alemão Florian Mayer nas quartas de final.
Logo depois Čilić jogou o ATP 500 de Roterdã na Holanda e perdeu para o sérvio Viktor Troicki nas quartas de final.
Ele então jogou o ATP 250 de Marselha na França, e durante o torneio ele bateu o alemão Philipp Petzschner nas oitavas, depois derrotou o tcheco Tomáš Berdych nas quartas e salvou um match point em uma vitória de virada contra Mikhail Youzhny nas semifinais, mas perdeu o título ao ser derrotado na final pelo sueco Robin Söderling por 7–6(8), 3–6, 3–6.
Em seguida ele perdeu na primeira rodada do Grand Slam do Torneio de Roland Garros para o espanhol Rubén Ramírez Hidalgo e no Grand Slam de Wimbledon também perdeu na primeira rodada para seu compatriota Ivan Ljubicic.
No ATP 250 de Umag, na Croácia, Čilić chegou às finais do torneio tanto em simples como em duplas. Mas, após uma competição quase perfeita perdeu as duas finais e teve que se contentar com dois vice-campeonatos. Na final em simples, Čilić enfrentou o ucraniano Alexandr Dolgopolov e perdeu por 6–4, 3–6, 6–3. Nas duplas, atuando ao lado do compatriota Lovro Zovko, perdeu para a dupla italiana formada por Simone Bolelli e Fabio Fognini pelas parciais de 6–3, 5–7, [10–7].
No Grand Slam do US Open ele chegou à terceira rodada, sendo eliminado pelo suíço Roger Federer.
No ATP 500 de Pequim na China, ele fez uma boa campanha e chegou a final do torneio, mas perdeu o título para o tcheco Tomáš Berdych em três sets, com parciais de 3–6, 6–4 e 6–1.
Pelo ATP 250 de São Petersburgo na Rússia, Cilic conquistou seu sexto título da carreira, no caminho até o título ele derrotou Somdev Devvarman, Sergei Bubka, Andreas Seppi, Mikhail Youzhny e derrotou o sérvio Janko Tipsarević na final por 6–3, 3–6, 6–2.
Em duplas, Cilic chegou à semifinal do Masters 1000 de Madrid em 2011 junto com o compatriota Ivan Ljubicic.
Encerrou o ano de 2011 como o número 21 do mundo.

### 2012
O croata reclamando de muitas dores no tendão patelar anunciou sua desistência do Grand Slam do Open da Austrália de 2012, e do ATP 250 de Chennai, na Índia.
Cilic jogou o Masters 1000 de Indian Wells e perdeu na segunda rodada para o argentino David Nalbandian.
Ele foi derrotado pelo argentino Juan Martin Del Potro na terceira rodada do Grand Slam do Torneio de Roland Garros e do Masters 1000 de Miami.
Em junho, Čilić ganhou o ATP de Queen's, que é jogado em superfície de grama, depois de seu adversário na final, o argentino David Nalbandian, ser desclassificado após chutar uma placa publicitária e acertar a perna do juiz de linha, que foi atingido e teve um corte na perna, o argentino se desculpou pelo incidente, mas o árbitro principal e a organização do torneio seguiram o regulamento da ATP, que prevê desclassificação em caso de ato antidesportivo ou violência, constrangido com a situação, Cilic ergueu o troféu.
No Grand Slam de Wimbledon ele saiu vencedor do duelo contra o americano Sam Querrey, esse que é até então o segundo jogo mais longo da história de Wimbledon. A vitória por 3 sets a 2, parciais de 7-6 (8-6), 6-4, 6-7 (2-7), 6-7 (3-7) e 17-15, pela terceira rodada do Grand Slam inglês durou 5h31. No jogo Querrey obteve 23 aces, contra 14 de Cilic. Nas duplas faltas, o americano cometeu 9, enquanto o croata fez 6. No total, a partida teve 254 pontos vencidos por Cilic e 245 por Querrey. Somente o quinto e decisivo set durou 2h07 de jogo. O duelo, no entanto, ficou longe do recorde. Já que na primeira rodada do Grand Slam inglês de 2010, o americano John Isner precisou de três dias - 11h05 de jogo - para derrotar o francês Nicolas Mahut, por 3 sets a 2, parciais de 6-4, 3-6, 6-7 (7-9), 7-6 (7-3) e incríveis 70-68 no quinto e decisivo set. Na ocasião, foram disputados 183 games, com 980 pontos e 216 aces (113 somente do americano, um outro recorde). Mas Cilic, posteriormente, perdeu nas oitavas de Wimbledon para Andy Murray por 7/5, 62 e 6/3.
Ainda em julho de 2012, Čilić se tornou o primeiro jogador croata a ganhar o ATP 250 de Umag, na Croácia, após 22 anos, derrotando Marcel Granollers da Espanha na final por 6–4 e 6–2.
Já pelo Grand Slam do US Open, depois de vencer o primeiro set por 6/3 e abrir 5 a 1 no segundo set, ele foi derrotado nas quartas de final pelo futuro campeão Andy Murray por 3 sets a 1 - com parciais de 3/6, 7/6 (7/4), 6/2 e 6/0.

### 2013: Suspensão
Čilić começou o ano jogando o ATP 250 de Chennai, na Índia, onde perdeu para o francês Benoît Paire nas quartas de final.
No Grand Slam do Open da Austrália de 2013 ele foi derrotado na terceira rodada pelo italiano Andreas Seppi em uma partida de cinco sets, pelas parciais de 6-7 (2/7), 6-3, 2-6, 6-4 e 6-2.
Pelo ATP 250 de Zagreb na Croácia, o tenista local não tomou conhecimento do austríaco Jürgen Melzer e o venceu na final por 2 sets a 0 (6/3 e 6/1). O título foi o nono do croata na carreira. Além disso, Marin Cilic, faturou pela terceira vez o ATP 250 de Zagreb, pois ele já havia sido campeão também nas edições de 2009 e 2010.
No torneio seguinte, Čilić perdeu nas quartas de final do ATP de Memphis para o japonês Kei Nishikori.
Em seguida jogou o Masters 1000 de Indian Wells, onde perdeu na terceira rodada para o canadense Milos Raonic em três sets. No torneio seguinte, durante o Masters 1000 de Miami, ele derrotou o francês Jo-Wilfried Tsonga na quarta rodada, mas perdeu para Andy Murray nas quartas de final.
Começou sua temporada de saibro no Masters 1000 de Monte Carlo, mas perdeu para o francês Richard Gasquet na quarta rodada.
No Grand Slam do Torneio de Roland Garros, perdeu na terceira rodada para o sérvio Viktor Troicki.
Em junho, Čilić tentou defender o seu título no ATP de Queen's, durante o torneio ele derrotou o tcheco Tomáš Berdych nas quartas de final e Lleyton Hewitt na semifinal. Na final, Čilić perdeu o título para Andy Murray em três sets, com parciais de 5–7, 7–5, 6–3.
Em Londres durante o Grand Slam de Wimbledon, o croata não jogou a segunda rodada e disse que estava com problema no joelho. No entanto, um mês mais tarde foi revelado algumas conclusões por um tribunal do programa antidoping da ITF sobre o caso e que segundo o tribunal Čilić teria abdicado de jogar a segunda partida em Wimbledon no mesmo dia em que aceitou uma suspensão provisória a fim de evitar publicidade negativa em relação à sua imagem após o teste positivo com niquetamida, conhecida como Coramine, um estimulante proibido pela Agência Mundial Antidoping. O comunicado do tribunal disse: "Cilic desistiu de Wimbledon, citando uma lesão no joelho para evitar publicidade adversa." Após isso a Federação Internacional de Tênis (ITF, na sigla em inglês) anunciou a suspensão do croata pelo período de nove meses após ser constatada a presença de niquetamida, substância estimulante proibida pela Agência Mundial Antidoping, em um exame realizado em abril, durante o ATP de Munique na Alemanha. A suspensão de Cilic era válida de 1º de maio até 31 de janeiro de 2014 e os pontos e premiações conquistados pelo tenista nos torneios disputados desde o começo da punição serão devolvidos. Em sua defesa, Cilic alegou que ingeriu o estimulante em pastilhas de glicose compradas em nome de outra pessoa em uma farmácia e alegou que não teve intenção de ingerir a substância encontrada no exame. Punido em setembro por um tribunal independente, que lhe deu pena de nove meses de suspensão, Cilic apelou contra esta proibição e teve o período revisto pela Corte Arbitral do Esporte (CAS), que diminuiu para quatro meses a punição para o croata. E o principal tribunal esportivo do mundo disse em comunicado o seguinte: "O CAS decidiu trocar o período de suspensão para quatro meses que tem como começo o dia 26 de junho de 2013, data em que o Sr. Cilic aceitou voluntariamente a suspensão provisória. Ele pode voltar a competir a partir do dia 26 de outubro". E ainda acrescentou : "Os resultados do Sr. Cilic em Munique serão retirados, tanto os pontos somados quanto a premiação conquistada, mas seus resultados subsequentes não serão descontados e haverá a permissão para que ele permaneça com os pontos e a premiação faturada nestes eventos".
No final de 2013, Čilić começou a trabalhar com Goran Ivanišević como seu novo treinador.

### 2014: Campeão doGrand Slam do US Open
Čilić voltou para o tour no ATP 250 de Brisbane, ele derrotou Denis Istomin e Grigor Dimitrov para chegar as quartas de final, onde perdeu para o japonês Kei Nishikori. No ATP de Sydney, ele perdeu para Denis Istomin na segunda rodada.
No Grand Slam do Open da Austrália chegou a segunda rodada, mas perdeu para Gilles Simon em cinco sets.
Em fevereiro, ele defendeu com sucesso seu título no ATP 250 de Zagreb na Croácia. Com a vantagem de jogar com a torcida a favor e conhecer muito bem o local do jogo, o croata mostrou não se importar com o favoritismo do alemão Tommy Haas e fez a festa da torcida local ao vencer pela quarta vez o ATP 250 de Zagreb. Campeão em 2009, 2010 e 2013, o croata defendeu o título com uma vitória em dois sets, que terminou com o placar final de 6/3 e 6/4, após 1h21 de jogo. Além de vencer em Zagreb pela quarta vez, Cilic alcançou o décimo título de sua carreira em sua 18ª final disputada. O último título do tenista havia sido justamente no ATP de Zagreb, na temporada anterior.
O croata estendeu sua série de vitórias no ATP 500 de Roterdã na Holanda. Ele derrotou durante o torneio a Lukáš Rosol, Jo-Wilfried Tsonga, Andy Murray e Igor Sijsling, atingindo a segunda final da temporada, onde perdeu para o tcheco Tomáš Berdych por 2 sets a 0, com parciais de 6/4 e 6/2.
O croata continuou sua excelente forma no ATP de Delray Beach, alcançando sua terceira final consecutiva da temporada, onde ele derrotou o norte-americano John Isner na semifinal com parciais de 7/6 (7-5) e 6/3 e o sul-africano Kevin Anderson na final por 2 sets a 1 (parciais de 7/6, 6/7 e 6/4) em jogo de 3 horas e 8 minutos e decidido nos detalhes. O resultado garantiu ao tenista a conquista de seu 11º título em simples da carreira.
No Masters 1000 de Indian Wells, ele derrotou durante o torneio a Paolo Lorenzi e Tommy Robredo, mas foi eliminado pelo sérvio Novak Đoković na quarta rodada em uma partida de três sets. Sua boa forma chegou ao fim no Masters 1000 de Miami onde perdeu para Edouard Roger-Vasselin na segunda rodada.
Durante a temporada de saibro, ele alcançou as quartas de final do ATP 500 de Barcelona na Espanha. E perdeu nas primeiras rodadas no Masters 1000 de Madrid e Masters 1000 de Roma.
No Grand Slam do Torneio de Roland Garros, Čilić chegou à terceira rodada, até perder para o sérvio Novak Đoković em quatro sets.
Em julho, ele jogou o ATP 250 de Umag, na Croácia, onde foi derrotado nas semifinais pelo espanhol Tommy Robredo por 7/6 (12-10) e 6/3 em 1h44 de jogo, encerrando uma série de 15 vitórias seguidas do croata em torneios disputados em seu país natal.
Durante o Masters 1000 do Canadá ele avançou para a terceira rodada, onde perdeu para o suíço Roger Federer em uma partida de três sets, por 7/6 (7-5), 6/7 (3-7) e 6/4, o duelo durou 2h39 de jogo. No Masters 1000 de Cincinnati, ele também chegou à terceira rodada até perder para o suíço Stanislas Wawrinka.
No Grand Slam do US Open, Marin Cilic, o gigante de 1,98m, conquistou seu primeiro título de Grand Slam. Com essa conquista se tornou também o segundo croata a ganhar um Slam na Era Aberta do tênis, igualando o seu técnico Goran Ivanišević, que levou o Grand Slam de Wimbledon em 2001. Durante o torneio do Grand Slam ele derrotou Marcos Baghdatis, Illya Marchenko, Kevin Anderson e Gilles Simon. Nas quartas ele derrotou o tcheco Tomáš Berdych, já nas semifinais bateu o suíço Roger Federer, então nº 3 do mundo, e na grande final venceu o japonês Kei Nishikori por 3 sets a 0 (triplo 6-3). Com o título em Nova Iorque, o croata voltou ao Top 10 da ATP e apareceu no ranking como 9º melhor jogador de tênis do mundo naquele momento. Com a conquista do US Open o croata embolsou a quantia de 3 milhões de dólares e ganhou seu 12º título em simples da carreira.
Apenas cinco dias depois de erguer o troféu do US Open, o croata retornou à quadra para atuar na partida de duplas do confronto entre Holanda e Croácia no saibro holandês de Amsterdã, pela Copa Davis. Marin Cilic se juntou ao compatriota Marin Draganja e bateu os anfitriões Robin Haase e Jean-Julien Rojer em quatro sets, com parciais de 6/2, 3/6, 6/3 e 6/4. Mas quando o holandês Robin Haase virou espetacularmente em cima do croata Mate Delic, por 3/6, 4/6, 6/4, 6/1 e 6/4, e a Holanda empatou o duelo em 2 a 2, sobrou para Cilic a tarefa de decidir o confronto. E ele não decepcionou, pois mesmo jogando em Amsterdã e perdendo o set inicial, superou o holandês Thiemo de Bakker por 3 sets a 1, com parciais de 6/7 (4/7), 6/4, 6/2 e 7/5. E assim foi o responsável por conquistar o último ponto de seu país no playoff da Copa Davis diante da Holanda, mesmo em Amsterdã, e confirmou a equipe croata no Grupo Mundial do torneio em 2015.
Em seu primeiro jogo do circuito ATP desde a conquista do US Open, em jogo válido pela primeira rodada do ATP 500 de Pequim na China, o croata Marin Cilic não teve grandes dificuldades e derrubou o convidado da casa Yan Bai em sets diretos, pelas parciais de 6/3 e 6/4. Em seguida pelas oitavas de final ele superou o português João Sousa, então 52º colocado do ranking da ATP, por duplo 6-3. Entretanto, parou nas quartas de final, ao ser despachado pelo escocês Andy Murray, pelo placar final de 6/1 e 6/4 em 1h38min de jogo.
No torneio seguinte, o croata não conseguiu sequer passar da primeira rodada, pois ele foi derrotado do Shanghai Masters 1000 pelo compatriota Ivo Karlović, que precisou de três sets para elimina-lo, fechando o jogo depois de 2 horas e 15 minutos de disputa pelo placar final de 5-7, 6-2 e 6-7 (2/7).
Em outubro, no mesmo dia em que teve confirmada a sua classificação para o ATP World Tour Finals, em Londres no Reino Unido, o croata Marin Cilic conquistou uma vitória de virada que o colocou na decisão do ATP 250 de Moscou na Rússia. Cabeça de chave n° 2 do torneio russo, Cilic derrotou o cazaque Mikhail Kukushkin pelas parciais de 4/6, 6/3 e 6/2 em 2 horas e 12 minutos de partida para chegar à final da competição disputada em quadras rápidas e de piso sintético. E na decisão do ATP 250 de Moscou, o croata confirmou a boa fase vivida em 2014 e precisou de apenas 1 hora e 24 minutos de jogo para marcar um duplo 6/4 diante do espanhol Roberto Bautista Agut e assim conquistar seu quarto troféu na temporada, sendo o 13º na carreira.
Em novembro, Marin Cilic disputou o ATP World Tour Finals, mas foi eliminado na fase de grupos.

### 2015
Em janeiro, Cilic informou sua desistência do Grand Slam do Open da Austrália. E sobre isso, ele em seu site pessoal escreveu: “Estou realmente desapontado de desistir do Australian Open. O ombro direito, que já me fez não jogar em Brisbane, tem melhorado com o tempo, mas não estou ainda suficientemente capacitado para jogar em um nível tão alto. Fico triste de não poder ir a Melbourne, especialmente depois de vencer meu primeiro Slam”, disse Cilic.
Já no início de fevereiro, Cilic não pode defender o título do ATP 250 de Zagreb, pois se recuperava de lesão. E sobre isso ele disse: “Minha lesão está melhorando, mas meu braço ainda não está bom o bastante, por isso tenho que continuar o tratamento por mais algum tempo”, explicou o croata, que ainda não tinha jogado na temporada 2015, tendo perdido também o Australian Open por causa de dores no ombro que o incomodava desde o fim da temporada de 2014.
Já em março, depois de ter ficado sem jogar desde o ATP World Tour Finals de 2014 por conta de lesão no ombro direito, Cilic retornou às quadras no Masters 1000 de Indian Wells, nos EUA. Porém ele perdeu por um duplo 6/4 para o argentino Juan Mónaco na estreia.

## Títulos

### Grand Slam finais

#### Simples: 1 (1 Título)
| Posição | Ano  | Campeonato | Piso | Oponente      | Placar        |
| ------- | ---- | ---------- | ---- | ------------- | ------------- |
| Campeão | 2014 | US Open    | Duro | Kei Nishikori | 6–3, 6–3, 6–3 |

## ATP finais

### Simples: 22 (13 títulos, 9 vices)
| Legenda                           |
| --------------------------------- |
| Grand Slam (1–0)                  |
| ATP World Tour Finals (0–0)       |
| ATP World Tour Masters 1000 (0–0) |
| ATP World Tour 500 series (0–3)   |
| ATP World Tour 250 series (12–6)  |

| Títulos por Piso |
| ---------------- |
| Duro (11–5)      |
| Saibro (1–3)     |
| Grama (1–1)      |
| Carpete (0–0)    |

| Títulos por Local |
| ----------------- |
| Indoor (6–3)      |
| Outdoor (7–6)     |

| Resultado | N.  | Data              | Torneio                                               | Piso     | Oponente              | Placar                  |
| --------- | --- | ----------------- | ----------------------------------------------------- | -------- | --------------------- | ----------------------- |
| Campeão   | 1.  | 23 Agosto 2008    | Pilot Pen International, New Haven, EUA               | Duro     | Mardy Fish            | 6–4, 4–6, 6–2           |
| Campeão   | 2.  | 11 Janeiro 2009   | Chennai Open, Chennai, Índia                          | Duro     | Somdev Devvarman      | 6–4, 7–6(7–3)           |
| Campeão   | 3.  | 8 Fevereiro 2009  | Zagreb Indoors, Zagreb, Croácia                       | Duro (i) | Mario Ančić           | 6–3, 6–4                |
| Vice      | 1.  | 11 Outubro 2009   | China Open, Beijing, China                            | Duro     | Novak Djokovic        | 2–6, 6–7(4–7)           |
| Vice      | 2.  | 1 Novembro 2009   | Bank Austria-TennisTrophy, Vienna, Áustria            | Duro (i) | Jürgen Melzer         | 4–6, 3–6                |
| Campeão   | 4.  | 10 Janeiro 2010   | Chennai Open, Chennai, India (2)                      | Duro     | Stanislas Wawrinka    | 7–6(7–2), 7–6(7–3)      |
| Campeão   | 5.  | 7 Fevereiro 2010  | Zagreb Indoors, Zagreb, Croácia (2)                   | Duro (i) | Michael Berrer        | 6–4, 6–7(5–7), 6–3      |
| Vice      | 3.  | 9 Maio 2010       | BMW Open, Munique, Alemanha                           | Saibro   | Mikhail Youzhny       | 3–6, 6–4, 4–6           |
| Vice      | 4.  | 20 Fevereiro 2011 | Open 13, Marseille, França                            | Duro (i) | Robin Söderling       | 7–6(10–8), 3–6, 3–6     |
| Vice      | 5.  | 31 Julho 2011     | ATP de Umag, Umag, Croácia                            | Saibro   | Alexandr Dolgopolov   | 4–6, 6–3, 3–6           |
| Vice      | 6.  | 9 Outubro 2011    | China Open, Beijing, China (2)                        | Duro     | Tomáš Berdych         | 6–3, 4–6, 1–6           |
| Campeão   | 6.  | 30 Outubro 2011   | St. Petersburg Open, St. Petersburg, Rússia           | Duro (i) | Janko Tipsarević      | 6–3, 3–6, 6–2           |
| Vice      | 7.  | 6 Maio 2012       | BMW Open, Munique, Alemanha (2)                       | Saibro   | Philipp Kohlschreiber | 6–7(8–10), 3–6          |
| Campeão   | 7.  | 17 Junho 2012     | Queen's Club Championships, Londres, Reino Unido      | Grama    | David Nalbandian      | 6–7(3–7), 4–3 default   |
| Campeão   | 8.  | 15 Julho 2012     | ATP Studena Croatia Open, Umag, Croácia               | Saibro   | Marcel Granollers     | 6–4, 6–2                |
| Campeão   | 9.  | 10 Fevereiro 2013 | Zagreb Indoors, Zagreb, Croácia (3)                   | Duro (i) | Jürgen Melzer         | 6–3, 6–1                |
| Vice      | 8.  | 16 Junho 2013     | Queen's Club Championships, Londres, Reino Unido      | Grama    | Andy Murray           | 7–5, 5–7, 3–6           |
| Campeão   | 10. | 9 Fevereiro 2014  | Zagreb Indoors, Zagreb, Croácia (4)                   | Duro (i) | Tommy Haas            | 6–3, 6–4                |
| Vice      | 9.  | 16 Fevereiro 2014 | Rotterdam Open, Rotterdam, Holanda                    | Duro (i) | Tomáš Berdych         | 4–6, 2–6                |
| Campeão   | 11. | 23 Fevereiro 2014 | International Tennis Championships, Delray Beach, EUA | Duro     | Kevin Anderson        | 7–6(8–6), 6–7(7–9), 6–4 |
| Campeão   | 12. | 8 Setembro 2014   | US Open, New York, EUA                                | Duro     | Kei Nishikori         | 6–3, 6–3, 6–3           |
| Campeão   | 13. | 19 Outubro 2014   | Kremlin Cup, Moscou, Rússia                           | Duro (i) | Roberto Bautista Agut | 6–4, 6–4                |

### Duplas: 1 (1 vice)
| Legenda                           |
| --------------------------------- |
| Grand Slam (0–0)                  |
| ATP World Tour Finals (0–0)       |
| ATP World Tour Masters 1000 (0–0) |
| ATP World Tour 500 series (0–0)   |
| ATP World Tour 250 series (0–1)   |

| Títulos por Piso |
| ---------------- |
| Duro (0–0)       |
| Saibro (0–1)     |
| Grama (0–0)      |
| Carpete (0–0)    |

| Resultado | N. | Data          | Campeonato                 | Piso   | Parceiro    | Oponente                     | Placar           |
| --------- | -- | ------------- | -------------------------- | ------ | ----------- | ---------------------------- | ---------------- |
| Vice      | 1. | 30 Julho 2011 | ATP de Umag, Umag, Croácia | Saibro | Lovro Zovko | Simone Bolelli Fabio Fognini | 3–6, 7–5, [7–10] |